# Талызино (Владимирская область)
Талы́зино — деревня Муромского района Владимирской области Российской Федерации, входит в состав Борисоглебского сельского поселения.

## География
Деревня расположена в 27 км на север от Мурома.

## История
Свою историю ведет  с домонгольского времени. В 300 метрах к востоку от восточной окраины современной деревни находится селище Талызино, существовавшее с VIII по XVI век. Сначала, с VIII по X век, на месте селища проживали представители местного племени мурома.На рубеже X/XI веков происходит славянизация местного населения. В силу крупных размеров, около 6Га, можно предположить, было  крупным ремесленным и административным центром. В середине XVI века согласно писцовым листам сгорело и было перенесено  на современное место. Название деревни говорит о том, что возможно оно принадлежало или было отдано на кормление татарам в период 13-15 вв.
Во второй половине XVI века сельцо Талызино принадлежало нескольким владельцам. В 1571 году Василий Семенович Рахманин и Семен Талызин с братом приложили половину Талызина в Троице-Сергиев монастырь. Около того же времени и другая половина Талызина, принадлежавшая Агафье Зубаревой, также была приложена в Сергиев монастырь. По писцовым книгам 1593 года в первой половине Талызина вместе с деревней Игнатьево числилось 11 дворов крестьянских, 2 бобыльских и 1 пустой, в другой половине было 11 дворов и 1 пустой. На этой половине села находилась деревянная церковь, построенная вотчинницей. В окладных книгах Рязанской епархии за 1676 год в селе Талызине имелась церковь Рождества Пресвятой Богородицы и  23 двора. В 1771 году в Талызине была построена новая деревянная церковь. В 1818 году вместо деревянной церкви здесь был построен уже каменный храм с колокольней. Престолов в храме было три: главный в честь Рождества Пресвятой Богородицы, в приделах теплых во имя преподобного Сергия Радонежского и преподобного Симеона Персидского. В конце XIX века приход состоял из села Талызино и деревень: Рожново, Прудищи, Игнатьево, Иванищи, Морозово, Кондраково, Мальцево, в которых по клировым ведомостям числилось 306 дворов, 1367 мужчин и 1392 женского. В Талызине имелась земская народная школа, учащихся в 1896 году было 70
В конце XIX — начале XX века село входило в состав Дубровской волости Муромского уезда.  	
В годы Советской власти центр Талызинского сельсовета, с 2005 года — в составе Борисоглебского сельского поселения.
До 2010 года в деревне действовала Талызинская основная школа

## Население
| 1859 | 1905 | 1926 | 2002 | 2010 | 2021 |
| ---- | ---- | ---- | ---- | ---- | ---- |
| 353  | ↗473 | ↗643 | ↘179 | ↘137 | ↗141 |

## Инфраструктура
В деревне находятся дом культуры, фельдшерско-акушерский пункт, отделение почтовой связи 602214.